# 阿贊布雅
阿贊布雅（葡萄牙語：Azambuja），是葡萄牙的城鎮，位於該國中南部，由里斯本區負責管轄，始建於1200年，面積262.66平方公里，2011年人口21,814，人口密度每平方公里83.05人。

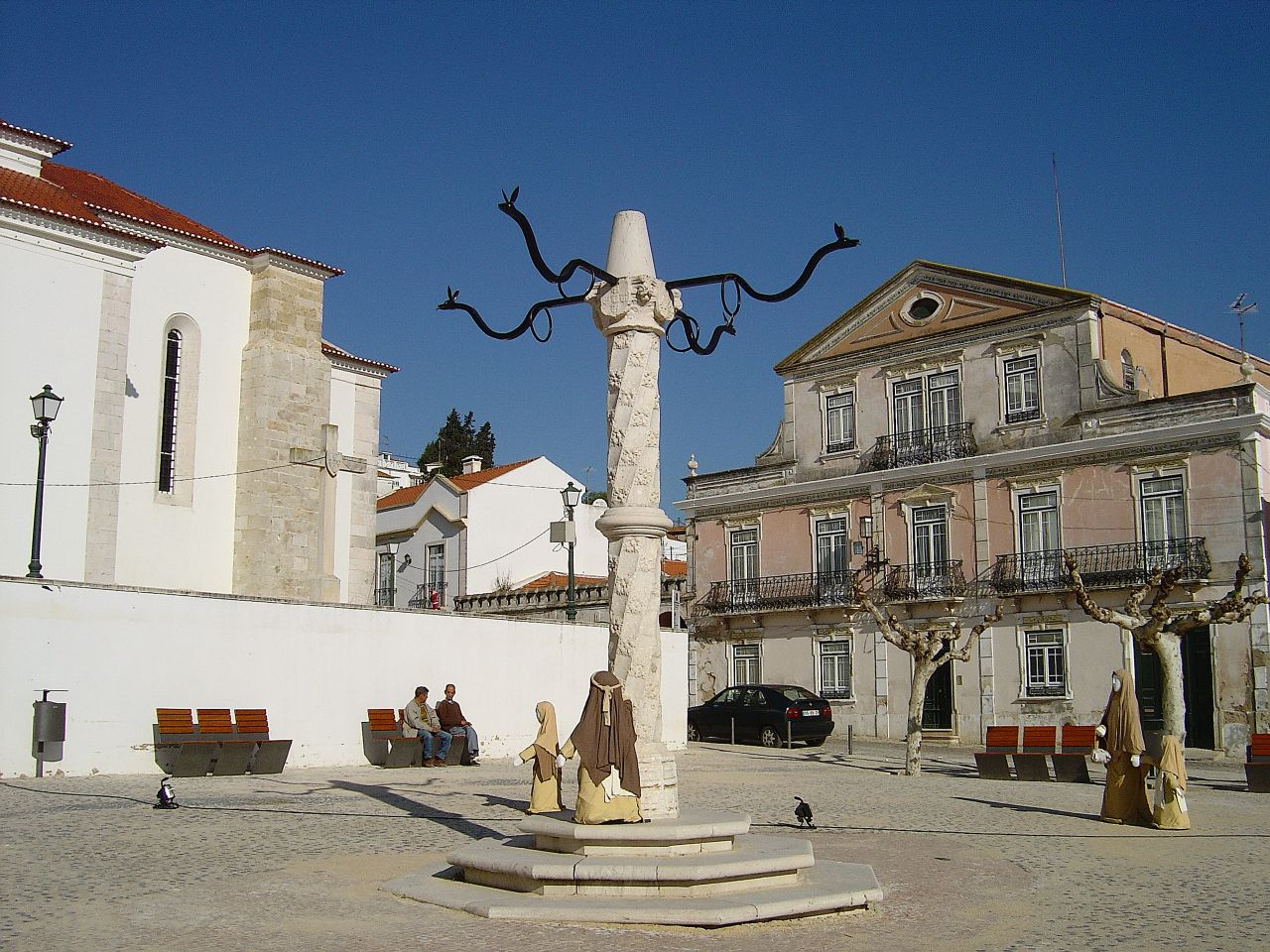

39°4′N 8°52′W / 39.067°N 8.867°W